# The 2 Live Crew Is What We Are
The 2 Live Crew Is What We Are é o álbum de estreia do grupo de Hip hop 2 Live Crew. Foi lançado em 1986 pela Luke Records, gerando muita controvérsia devido ao seu conteúdo altamente explícito e foi logo certificado ouro pela RIAA. Inclui os sucessos "We Want Some Pussy", "Throw the 'D'" e "Cuttin' It Up".

## Lista de faixas
| N.º            | Título                                  | Duração |  |
| 1.             | "2 Live Is What We Are..." (Word)       | 4:17    |  |
| 2.             | "We Want Some Pussy"                    | 2:49    |  |
| 3.             | "Check It Out Yall" (Freestyle rappin') | 5:03    |  |
| 4.             | "Get It Girl"                           | 3:55    |  |
| 5.             | "Throw The 'D'"                         | 3:09    |  |
| 6.             | "Cut It Up"                             | 3:49    |  |
| 7.             | "Beat Box" (Remix)                      | 4:32    |  |
| 8.             | "Mr. Mixx On The Mix!!"                 | 5:13    |  |
| Duração total: | Duração total:                          | 32:55   |  |

## Artistas
- Luther Roderick Campbell - performer, produtor, produtor executivo, A&R
- Mark D. Ross - performer, produtor
- Christopher Wong Won - performer, produtor
- David P. Hobbs - performer, produtor
- Bruce Greenspan - gravação & mixagem
- Mark Boccaccio - gravação & mixagem
- Manny Morell - artwork & design
- Bob Rosenberg - editor (faixa 7)